# Joseph Ventaja
Joseph Ventaja   (Casablanca, 4 de febrer de 1930 - Bordeus, 11 d'agost de 2003) fou un boxejador francès que va competir durant la dècada de 1950.
El 1952 va prendre part en els Jocs Olímpics d'Estiu de Hèlsinki, on guanyà la medalla de bronze de la categoria del pes ploma del programa de boxa. En semifinals va perdre contra l'italià Sergio Caprari, futur subcampió olímpic. En el seu palmarès també destaca una medalla d'or en el pes ploma al Campionat d'Europa de boxa de 1951. Entre 1956 i 1958 va lluitar com a professional, amb un balanç de 14 victòries i 5 derrotes en els 19 combats disputats.